# Нино Рамишвили
Нино Шалвовна Рамишвили (на грузински: ნინო შალვას ასული რამიშვილი) съветска грузинска балетистка, хореограф и балетмайстор, народна артистка на СССР (1963) и Герой на социалистическия труд на СССР (1990).

## Биография
Нино Рамишвили се ражда на 6 януари 1910 г. в Тифлис, Руска империя, сега Тбилиси, Грузия (според други източници в Баку)).
От 1922 до 1927 г. учи в Държавната балетна школа при Грузинския оперен театър и балет „З. П. Палиашвили“ при Мария Перини. След завършването на школата е приета в трупата на театъра и танцува в кордебалета, а след това изпълнява самостоятелни танци.
През 1937 г. на Нино Рамишвили ѝ се налага да изостави оперния театър и балет. Причината за това е донос от страна на една от водещите балерини, която обвинява Нино в опит да я отрови. За този епизод пише в своята книга „Съдба на красотата. История на грузинските жени“ писателя и журналист Игор Оболенски: „В писмото си до НКВД жената дори показала начина, по който Нино може да направи това – да сипе отрова в бутилката с мляко, която балерината оставя зад кулисите по време на репетициите. „Тя сама може да го направи и цялата вина ще е върху мен, – разсъждава Рамишвили и подала заявление за напускане“.
Между 1937 и 1945 г. е водеща танцьорка в Ансамбъла за народни танци на Тбилиската филхармония. От 1939 до 1941 е солистка в Ансамбъла за песни и танци на НКВД на СССР.
През 1945 г. заедно със съпруга си, народния артист на СССР Иля Сухишвили основава ансамбъла за народни танци на Грузия и до края на живота си работи в него. До 1972 г. е негова солистка и художествен ръководител.
През 1968 г. ансамбъла става първият такъв за народни танци, който стъпва на сцената на миланската Ла Скала.
По-добрите нейни постановки са „Хоруми“, „Колхозный танец“, „Нарпари“, „Самапа“, „Сванский танец“ и други. Нино Шалвовна внася неоценим принос към културата на Грузия.
Заедно с ансамбъла гастролира в Унгария, Австрия, Дания, Италия и САЩ.
Умира на 6 септември 2000 г. в Тбилиси и е погребана в Дидубийския пантеон.

## Звания
- Герой на Социалистическия труд на СССР (1990)
- Народна артистка на Грузинската ССР (1948)
- Народна артистка на СССР (1963)
- Сталинска премия първа степен (1949)
- Държавна премия на Грузинската ССР „Ш. Руставели“ (1974)
- Два [Ордена Ленин (1958, 1990)
- Медали
- Почетен гражданин на Тбилиси (1981).